# 이방운

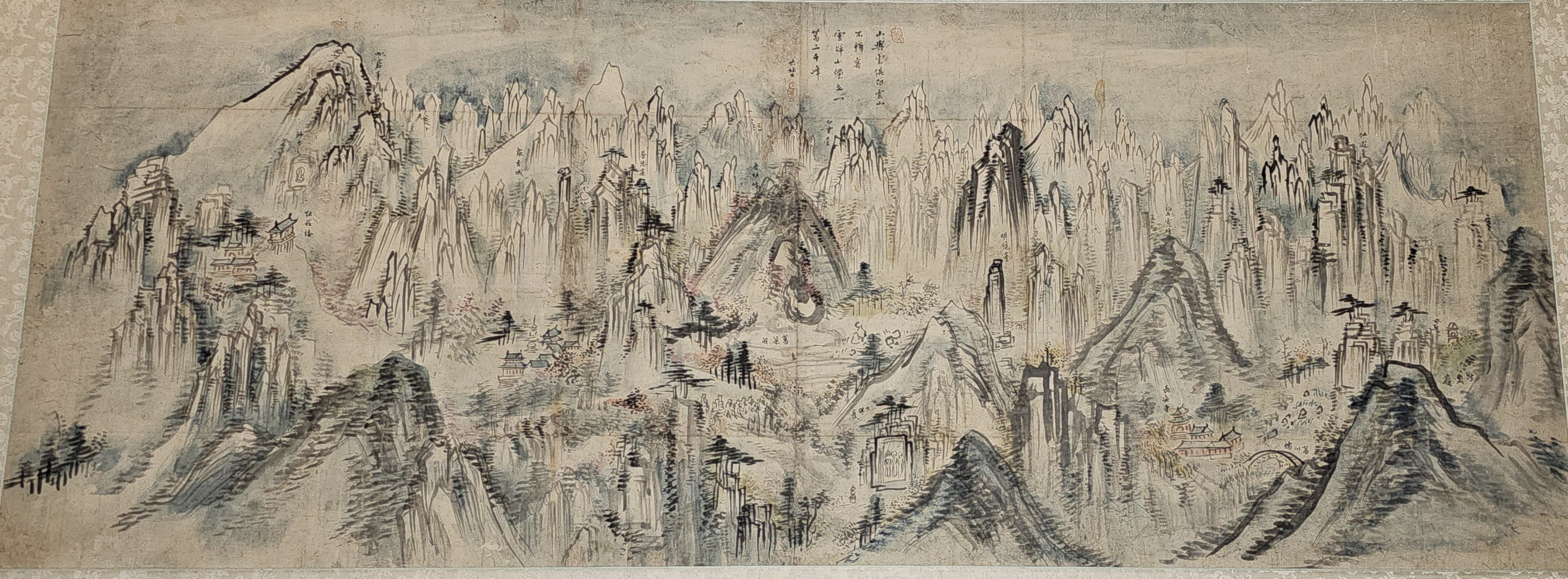
이방운이 그린 금강산 그림. 국립춘천박물관 소장.

이방운 (李昉運, 1761년 ~ ?) 은 조선 말기의 화가이다. 자는 명고, 호는 기야, 본관은 함평, 초명은 이방훈(李邦勛)이다.

## 생애
첨절제사를 지낸 이식(李埴)의 아들이다. 부사 성대중(成大中)과 교유하였으며, 산수화·인물화에 뛰어났다.
산수와 인물에 능했으며, 거문고를 잘 탔으며, 시문에도 능했던 것으로 알려져 있다. 그의 작풍은 산수화는 물론 실경(實景)이나 인물화에 중국 남화풍의 영향을 받아 온화하고 섬세하였다.
특히 생략된 형태와 산뜻하게 처리된 담채, 그리고 짧은 선이나 가는 점의 연속으로 이루어진 윤곽선과 간소화된 세필 등은 그의 개성적인 기법으로 심사정(沈師正)과 강세황(姜世晃)의 화풍을 토대로 발전된 것이다. 전하는 작품들을 보면 특히 고사나 고시를 소재로 다룬 것들이 많다.
대표작에 국립중앙박물관 소장의 〈빈풍도〉, 이화여자대학교 박물관 소장의 〈청계도인도〉, 홍익대학교 박물관 소장의 〈망천심경도〉와 〈방우도〉 및 〈파초고사도〉 등 50여 점이 더 전하고 있다.

## 참고 자료
- 이방운 - 문화컨텐츠닷컴